# Danilo Asconeguy
Danilo Asconeguy (Montevidéu, 4 de setembro de 1986) é um futebolista uruguaio que atua como defensor no Defensor Sporting Club. Jogou entre 2006 e 2008 no Club Atlético Progreso e ainda em 2008 jogou no Club Atlético Peñarol. Jogou a temporada 2009/2010 pelo Club Atlético Cerro e agora defende as cores do Defensor Sporting Club.